# Ӗ
Cette page contient des caractères spéciaux ou non latins. S’ils s’affichent mal (▯, ?, etc.), consultez la page d’aide Unicode.
Le ié bref ou ié kratka (capitale Ӗ, minuscule ӗ) est une lettre de l'alphabet cyrillique utilisée dans l’écriture du tchouvache. Elle est composée du ié ‹ Е › et du brève.

## Représentations informatiques
Le ié brève peut être représenté avec les caractères Unicode suivants :
- décomposé (cyrillique, diacritiques) :

| formes    | représentations | chaînes de caractères | points de code | descriptions                                     |
| --------- | --------------- | --------------------- | -------------- | ------------------------------------------------ |
| capitale  | Ӗ               | Е◌̆                    | U+0415 U+0306  | lettre majuscule cyrillique ié diacritique brève |
| minuscule | ӗ               | е◌̆                    | U+0435 U+0306  | lettre minuscule cyrillique ié diacritique brève |